# Planet Ocean Montpellier
Pour les articles homonymes, voir Mare nostrum (homonymie).
 (février 2012).
Si vous disposez d'ouvrages ou d'articles de référence ou si vous connaissez des sites web de qualité traitant du thème abordé ici, merci de compléter l'article en donnant les références utiles à sa vérifiabilité et en les liant à la section « Notes et références ».
 (février 2012).
Planet Ocean Montpellier est un complexe rassemblant un aquarium et un planétarium situé dans la zone ludique d'Odysseum à Montpellier. Jusqu'en avril 2018, les gestions de l'aquarium et du planétarium se font de manière indépendante : l'aquarium s'appelle alors Mare Nostrum et le planétarium Galilée. La partie aquarium est ouverte depuis le 15 décembre 2007.
Le parc est un des sites les plus visités de l'Hérault avec 305 000 visiteurs en 2010 derrière Europark (537 000 visiteurs) à Vias et l'Abbatiale de Gellone à St Guilhem (305 000 visiteurs).

## Historique
Le 12 avril 2011, l'extension de l'aquarium Mare Nostrum à Odysseum est inaugurée.
En janvier 2017, Montpellier Méditerranée Métropole, propriétaire de l'aquarium et du planétarium, délègue la gestion des deux structures à la société Aspro-Ocio.
En avril 2018, l'aquarium Mare Nostrum et le planétarium Galilée fusionnent pour laisser place à Planet Ocean Montpellier.

## Caractéristiques
- 300 espèces ;
- 2h de visite ;
- Bassin central de 10 m de haut et de 18 m de diamètre, l'un des plus grands bassins couverts de France[réf. nécessaire] ;
- Amphithéâtre de 190 places équipé pour la visioconférence ;
- Un espace restauration de 55 places au cœur de la forêt tropicale, l’Émeraude Café ;
- À proximité immédiate de la zone commerciale Odysseum ;
- Ouvert 363 jours par an ;
- Des lieux réservés aux enfants sur tout le parcours (tunnel sensoriel, jeux de l'espace pédagogique, cabane derrière le lagon, toboggan, etc.) ;
- Un simulateur d'ouragan[3] et de tempête en mer ;
- Espace « Univers » pour une découverte ludique de notre galaxie.